# Amerykańska Liga Koszykówki FIBA
Amerykańska Liga Koszykówki FIBA (Portugalski: FIBA Liga das Américas, Hiszpański: FIBA Liga de las Américas, Angielski: FIBA Americas League) – międzynarodowe, klubowe rozgrywki koszykarskie, przeznaczone dla czołowych męskich drużyn z Ameryki, organizowane przez FIBA Ameryka. Edycja inauguracyjna rozpoczęła się 4 grudnia 2007 roku.
Jest to najwyższa klasa rozgrywkowa obejmująca terytorialnie obszary Ameryki Południowej, Ameryki Środkowej, Karaibów i Meksyku. Co roku rozgrywki ligi kończy faza – FIBA Americas League Final Four. Zwycięzca ligi staje następnie do konfrontacji z mistrzem Euroligi, w ramach pucharu – FIBA Intercontinental Cup, w którym wyłaniania jest najlepsza drużyna świata spoza ligi NBA.

## Historia
Campeonato Sudamericano de Clubes (Klubowe mistrzostwa Ameryki Południowej) zostały rozegrane po raz pierwszy w 1946 roku pomiędzy klubami z tego kontynentu. Była to wówczas najwyższa klasa rozgrywkowa na tym obszarze. W 1995 roku nowa liga – Liga Sudamericana de Básquetbol (Liga Południowoamerykańska) zaczęła pełnić funkcję najważniejszej ligi (1996–2007). Wraz z powstaniem Amerykańskiej Ligi FIBA, w grudniu 2007 roku, Liga Południowoamerykańska zaczęła reprezentować drugą klasę rozgrywkową w międzynarodowej koszykówce klubowej na tym terenie, począwszy od 2008 roku.
Amerykańska Liga Koszykówki FIBA została uformowana w 2007 roku, jako profesjonalna międzynarodowa liga koszykówki mężczyzn na terenie Ameryki przez organizację FIBA Ameryka. Wzorowano ją na europejskiej Eurolidze. Głównym założeniem jej powstania była chęć promocji i rozwoju koszykówki międzynarodowej na tym obszarze.
Kolejnym powodem stworzenia ligi była chęć powrócenia do turnieju FIBA Intercontinental Cup, gdzie zespoły z regionu FIBA Ameryka rywalizowały z drużynami euroligowymi w ramach oficjalnych rozgrywek światowego pucharu FIBA. Federacja przywróciła ostatecznie Międzykontynentalny Puchar FIBA w 2013 roku.
Wraz z założeniem ligi chciano także poszerzyć partnerstwo z Euroligą oraz NBA, na podstawie którego drużyny z Ameryki mogłyby rywalizować w spotkaniach przedsezonowych z zespołami ze wcześniej wspomnianych lig. Zostało to zrealizowane przed rozpoczęciem rozgrywek 2014–15, kiedy to drużyny reprezentujące Ligę Amerykańską FIBA spotkały się z tymi z Euroligi oraz NBA.

## Mistrzowie
- 1946  Olimpia
- 1947-1953 nie rozgrywano
- 1954  Olimpia
- 1955 nie rozgrywano
- 1956  Defensor
- 1957 nie rozgrywano
- 1958  Defensor
- 1959-1960 nie rozgrywano
- 1961  Sírio
- 1962-1963 nie rozgrywano
- 1964  Corinthians
- 1965-1966 nie rozgrywano
- 1967  Thomas Bata
- 1968  Sírio
- 1969  Corinthians
- 1970  Sírio
- 1971  Sírio
- 1972  Sírio
- 1973 nie rozgrywano
- 1974  Franca (Emmanuel)
- 1975  Franca (Amazonas)
- 1976 nie rozgrywano
- 1977  Franca (Amazonas)
- 1978  Sírio
- 1979  Sírio
- 1980  Franca (Francana)
- 1981  Ferro Carril Oeste
- 1982  Ferro Carril Oeste
- 1983  Peñarol
- 1984  Sírio
- 1985  Monte Líbano
- 1986  Monte Líbano
- 1987  Ferro Carril Oeste
- 1988  Trotamundos de Carabobo
- 1989  Trotamundos de Carabobo
- 1990  Franca (Ravelli)
- 1991  Franca (Ravelli)
- 1992  Biguá
- 1993  Atenas
- 1994  Atenas
- 1995  Rio Claro
- 1996  Olimpia
- 1997  Atenas
- 1998  Atenas
- 1999  Vasco da Gama
- 2000  Vasco da Gama
- 2001  Estudiantes
- 2002  Libertad
- 2003 nie rozgrywano
- 2004  Atenas
- 2005  Uberlândia (Unitri)
- 2006  Ben Hur
- 2007  Libertad
- 2008  Peñarol
- 2009  Brasília
- 2010  Peñarol
- 2011  Regatas Corrientes
- 2012  Pioneros de Quintana Roo
- 2013  Pinheiros (Sky)
- 2014  Flamengo
- 2015  Bauru
- 2016  Guaros de Lara
- 2017  Guaros de Lara
- 2018  San Lorenzo de Almagro

## Format rozgrywek
W pierwotnym formacie do rozgrywek przystępowało 16 drużyn, podzielonych na cztery grupy, w każdej po cztery zespoły. Dwa najlepsze zespoły z każdej grupy awansowały do ćwierćfinałów. Zwycięzcy ćwierćfinałów występowali potem w liczącej cztery zespoły fazie grupowej, która decydowała i wyborze miasta gospodarza.
W obecnym formacie do rozgrywek przystępuje 16 drużyn, podzielonych na cztery grupy, w każdej po cztery zespoły. Dwa najlepsze zespoły z każdej grupy awansują do półfinałów. Zwycięzcy półfinałów awansują do fazy FIBA Americas League Final Four, przed którą wybierane jest miasto gospodarza imprezy.

## Finały
(od 2007 roku)
| Rok     |                          | Finał       | Finał                    | Finał                |                       | 3. i 4. miejsce | 3. i 4. miejsce |
| Rok     | Mistrz                   | Wynik       | Wicemistrz               | 3. miejsce           | 4. miejsce            |                 |                 |
| 2007–08 | Peñarol                  | etap ligowy | Soles de Mexicali        | Miami Tropics        | Minas                 |                 |                 |
| 2008–09 | Brasília                 | etap ligowy | Halcones UV Xalapa       | Biguá                | Minas                 |                 |                 |
| 2009–10 | Peñarol                  | etap ligowy | Espartanos de Margarita  | Halcones UV Xalapa   | Quimsa                |                 |                 |
| 2010–11 | Regatas Corrientes       | etap ligowy | Capitanes de Arecibo     | Halcones UV Xalapa   | Halcones Rojos        |                 |                 |
| 2012    | Pioneros de Quintana Roo | etap ligowy | La Unión                 | Obras Sanitarias     | Brasília              |                 |                 |
| 2013    | Pinheiros                | etap ligowy | Lanús                    | Capitanes de Arecibo | Brasília              |                 |                 |
| 2014    | Flamengo                 | 85–78       | Pinheiros                | Aguada               | Halcones UV Xalapa    |                 |                 |
| 2015    | Bauru                    | 86–72       | Pioneros de Quintana Roo | Flamengo             | Peñarol               |                 |                 |
| 2016    | Guaros de Lara           | 84–79       | Bauru                    | Mogi das Cruzes      | Flamengo              |                 |                 |
| 2017    | Guaros de Lara           | 88–65       | Weber Bahía Blanca       | Leones de Ponce      | Fuerza Regia          |                 |                 |
| 2018    | San Lorenzo              | 79–71       | Mogi das Cruzes          | Regatas Corrientes   | Estudiantes Concordia |                 |                 |

## Występy

### Według klubów
| Zespół                   | Mistrzostwa          | Wicemistrzostwa | 3. miejsca           | 4. miejsca           |
| ------------------------ | -------------------- | --------------- | -------------------- | -------------------- |
| Peñarol                  | 2 (2007–08, 2009–10) | 0               | 0                    | 1 (2015)             |
| Pinheiros                | 1 (2013)             | 1 (2014)        | 0                    | 0                    |
| Pioneros de Quintana Roo | 1 (2012)             | 1 (2015)        | 0                    | 0                    |
| Flamengo                 | 1 (2014)             | 0               | 1 (2015)             | 0                    |
| Brasília                 | 1 (2008–09)          | 0               | 0                    | 2 (2012, 2013)       |
| Regatas Corrientes       | 1 (2010–11)          | 0               | 0                    | 0                    |
| Bauru                    | 1 (2015)             | 0               | 0                    | 0                    |
| Halcones UV Xalapa       | 0                    | 1 (2008–09)     | 2 (2009–10, 2010–11) | 1 (2014)             |
| Capitanes de Arecibo     | 0                    | 1 (2010–11)     | 1 (2013)             | 0                    |
| Soles de Mexicali        | 0                    | 1 (2007–08)     | 0                    | 0                    |
| Espartanos de Margarita  | 0                    | 1 (2009–10)     | 0                    | 0                    |
| La Unión de Formosa      | 0                    | 1 (2012)        | 0                    | 0                    |
| Lanús                    | 0                    | 1 (2013)        | 0                    | 0                    |
| Miami Tropics            | 0                    | 0               | 1 (2007–08)          | 0                    |
| Biguá                    | 0                    | 0               | 1 (2008–09)          | 0                    |
| Obras Sanitarias         | 0                    | 0               | 1 (2012)             | 0                    |
| Aguada                   | 0                    | 0               | 1 (2014)             | 0                    |
| Minas                    | 0                    | 0               | 0                    | 2 (2007–08, 2008–09) |
| Quimsa                   | 0                    | 0               | 0                    | 1 (2009–10)          |
| Halcones Rojos           | 0                    | 0               | 0                    | 1 (2010–11)          |

### Według kraju
| Kraj              | Mistrzostwa | Wicemistrzostwa | 3. miejsca | 4. miejsca |
| ----------------- | ----------- | --------------- | ---------- | ---------- |
| Brazylia          | 4           | 1               | 1          | 4          |
| Argentyna         | 3           | 2               | 1          | 2          |
| Meksyk            | 1           | 3               | 2          | 2          |
| Portoryko         | 0           | 1               | 1          | 0          |
| Wenezuela         | 0           | 1               | 0          | 0          |
| Urugwaj           | 0           | 0               | 2          | 0          |
| Stany Zjednoczone | 0           | 0               | 1          | 0          |

## Nagrody

### MVP
| Sezon   | MVP                 | Zespół                   |
| ------- | ------------------- | ------------------------ |
| 2007–08 | Quincy Wadley       | Peñarol de Mar del Plata |
| 2008–09 | Alex Garcia         | Brasília                 |
| 2009–10 | Kyle LaMonte        | Peñarol de Mar del Plata |
| 2010–11 | Federico Kammerichs | Regatas Corrientes       |
| 2012    | – Chris Hernández   | Pioneros de Quintana Roo |
| 2013    | Shamell Stallworth  | Pinheiros                |
| 2014    | Marcelinho Machado  | Flamengo                 |
| 2015    | Alex Garcia         | Bauru                    |
| 2016    | Damien Wilkins      | Guaros de Lara           |
| 2017    | Zach Graham         | Guaros de Lara           |
| 2018    | Gabriel Deck        | San Lorenzo de Almagro   |

## Statystyki

### Punkty
| Sezon   | Lider strzelców                        | Zespół                                       | Śr. pkt. |
| ------- | -------------------------------------- | -------------------------------------------- | -------- |
| 2007–08 | Quincy Wadley                          | Peñarol de Mar del Plata                     | 23,1     |
| 2008–09 | Leandro García Morales                 | Biguá                                        | 24,3     |
| 2009–10 | Leandro García Morales & Héctor Romero | Halcones UV Xalapa & Espartanos de Margarita | 20,5     |
| 2010–11 | Jaime Lloreda                          | Halcones Rojos                               | 19,8     |
| 2012    | Tony Washam                            | Obras Sanitarias                             | 19,6     |
| 2013    | Shamell Stallworth                     | Pinheiros                                    | 20,2     |
| 2014    | Leandro García Morales                 | Aguada                                       | 28,3     |
| 2015    | Justin Keenan                          | Pioneros de Quintana Roo                     | 19,3     |
| 2016    | Shamell Stallworth (2x)                | Mogi das Cruzes                              | 18,6     |
| 2017    | Lucio Redivo                           | Bahía Basket                                 | 22,1     |